# Клетка ищет птицу
«Клетка ищет птицу» (также упоминается с названием «Птица ищет клетку») — художественный фильм российского режиссёра Малики Мусаевой, драма о современной Чечне. Премьера состоялась 22 февраля 2023 года на 73-м Берлинском кинофестивале, 12 октября картина вышла в российский прокат.

## Сюжет
Действие фильма происходит в селе в современной Чечне. Центральные персонажи — несколько женщин, каждая из которых переживает свой внутренний конфликт.

## В ролях
- Хадижа Батаева
- Мадина Аккиева
- Фатима Елжуркаева
- Рита Мержоева
- Магомед Алхастов

## Производство и премьера
Фильм сняла Малика Мусаева, ученица Александра Сокурова, по собственному сценарию. Она задействовала только непрофессиональных актёров из числа местных жителей. Планировалось показать картину на Каннском кинофестивале 2022 года, но оргкомитет отказался включить её в программу. Премьера состоялась на 73-м Берлинском кинофестивале в феврале 2023 года.

## Восприятие
Александр Сокуров ещё до официальной премьеры назвал картину «блестящей» и сказал, что прежде не видел ничего подобного.
На фестивале «Дух огня» фильм получил три награды:
- Приз «Золотая тайга» имени Сергея Соловьева за лучший отечественный дебютный фильм;
- Приз Гильдии операторов имени Павла Лебешева «За лучшую операторскую работу» (Дмитрий Наговский);
- Приз имени Александра Абдулова «За лучшую женскую роль» в российском дебютном фильме (Хадижа Батаева)[8].

На Международном фестивале полнометражных художественных фильмов VOICES Хадижа Батаева одержала победу в номинации «Лучшая роль».
Также фильм попал в шорт-лист премии «Белый слон» в номинации «Лучший полнометражный игровой дебют», а Дмитрий Наговский — в номинации «Лучшая операторская работа».